# Konfliktsoziologie
Konfliktsoziologie oder Soziologie des sozialen Konflikts wird einerseits als eine theoretische Perspektive auf die Gesellschaft, andererseits als eine Teildisziplin der Soziologie verstanden. Unabhängig von dieser Zuordnung wird der soziale Konflikt als ein zentrales Element des gesellschaftlichen Zusammenlebens und als eine Triebkraft des sozialen Wandels begriffen. 
Als multidisziplinärer und theorieübergreifender Begriff bezeichnet der soziale Konflikt einen Grundtatbestand des Sozialen und findet sich folglich in den meisten sozialwissenschaftlichen Theorieansätzen und Disziplinen wieder, auch wenn manche soziologische Schulen ihn als weniger zentral für die soziale Gesellung bewerten. Seine Erforschung steht unter der Fragestellung nach seinen gesellschaftlichen Ursachen und Folgen. 
Soziale Konflikte können unterschiedliche Gegenstände haben; häufig treten sie als Verteilungs-, Macht- und Anerkennungskonflikte auf. Manifestationen des sozialen Konflikts sind Kampf, Streit, Klassismus, Agon und Konkurrenz, Streik und industrieller Konflikt, Klassenkampf und Rebellion, schließlich Krieg und Bürgerkrieg. 
Im übertragenen Sinn wird sozialer Konflikt auch als Synonym für Gegensatz schlechthin, für Widerspruch oder Antagonismus verwendet.

## Exemplarische Konflikttheorien

### Marx und Engels
Ein grundlegender Begriff für die Konfliktsoziologie ist älter als die Etablierung der Soziologie und stammt von Karl Marx und Friedrich Engels: der Klassenkampf. Für sie ist nach dem Ende des Urkommunismus der Klassenkampf zwischen herrschender und beherrschter Klasse das historische Movens jeder Gesellschaftsformation. Als seine zentrale Ursache wird der Besitz bzw. Ausschluss von Besitz an Produktionsmitteln (Kapital) angesehen sowie der daraus resultierende Gegensatz (Antagonismus) zwischen der besitzlosen und der besitzenden Klasse. Im 19. Jahrhundert sahen sie Ausbeutung und Herrschaft der Bourgeoisie (der kapitalistischen Klasse) über Lohnabhängige als Hauptkampffront, d. h. den Interessenkonflikt zwischen Kapital und Lohnarbeit. 
Konflikttheoretiker in der Marxschen Tradition legen das Hauptgewicht auf die soziale Ungleichheit in den Dimensionen von sozialer Status, Besitz und Macht (so z. B. Reinhard Bendix und Seymour Martin Lipset sowie Gerhard Lenski).

### Simmel
Georg Simmel hat 1908 die Alltagskategorie des „Streits“ in die Soziologie eingeführt. Er führt den Konflikt nicht auf gesellschaftliche Strukturen zurück, sondern auf zwei subjektive Triebfedern: auf das Interesse an einem bestimmten Objekt und auf den Kampftrieb. Anders als viele soziale Vorurteile begreift er den Konflikt nicht als ein dysfunktionales Phänomen, vielmehr diene er zur Schaffung und Festigung von Gruppenidentität.
An die Tradition von Simmel knüpfte 1964 Lewis A. Coser mit seiner strukturfunktionalistischen Konflikttheorie an.

### Dahrendorf
Nicht in den Strukturen des Eigentums, sondern in der Ausübung von Macht und Herrschaft verortet Ralf Dahrendorf die Ursachen sozialer Konflikte. In Fortführung der Ansätze von Vilfredo Paretos Revolutionstheorie (implizit) und Max Webers Herrschaftstheorie (explizit) behauptet er 1957 die Universalität von Machtkonflikten mit einer differenzierten Verteilung von Herrschaftsrollen. Zwischen den herrschenden und den der Herrschaft unterworfenen Gruppen bzw. zwischen deren konfligierenden Interessen am Erhalt bzw. der Veränderung des Status quo wird ein Herrschaftskonflikt ausgetragen. Anders als im Marxismus kann ein Akteur gleichzeitig in mehreren Konflikten stehen: in einigen Rollen als machtvoll, in anderen als machtarm. Im sozialen Konflikt sieht Dahrendorf eine schöpferische Kraft, die den Wandel von Institutionen, Gruppen und ganzen Gesellschaften fördert. In späteren Schriften hat Dahrendorf den Herrschaftskonflikt zum Konflikt um die Erweiterung bzw. Verteidigung menschlicher Lebenschancen erweitert: Der moderne soziale Konflikt ist ein Antagonismus von Anrechten und Angebot […]. Das ist immer auch ein Konflikt zwischen fordernden und saturierten Gruppen. Nach den großen historischen Kämpfen um Bürgerrechte werde der Herrschaftskonflikt heute in Form des demokratischen Klassenkampfes innerhalb einer rechtsstaatlichen Ordnung und im Rahmen garantierter Bürgerrechte ausgetragen.

### Bourdieu
Pierre Bourdieu hat mit der Erweiterung des ökonomischen Kapitalbegriffs um soziale, kulturelle und symbolische Kapitalformen die Felder des Interessenkonflikts vermehrt. Kapital beinhaltet ihm zufolge die Verfügung über materielle und immaterielle Ressourcen, die nicht nur einen spezifischen Lebensstil ermöglichen, sondern auch Macht, Einfluss und Anerkennung begründen. Um sie werden in den einzelnen sozialen Feldern Gruppen- und Fraktionskämpfe nach feldspezifischen „Spielregeln“ und Strategien ausgetragen.

### Honneth/Fraser
Anschließend an die Idee der intersubjektiven Anerkennung in Hegels Jenenser Schriften und im symbolischen Interaktionismus George Herbert Meads erklärt Axel Honneth (1994) soziale Konflikte als Reaktionen auf die Verweigerung von Anerkennung in den drei Dimensionen der Gewaltanwendung (Angriff auf körperliche Integrität), der Entrechtung (Negierung der sozialen Integrität) und der Entwürdigung (Missachtung der Selbstschätzung). Aus dieser Theorieperspektive deutet Honneth soziale Konflikte als moralische Kämpfe. Die unterschiedlichen Formen zugefügter Missachtung können von den Betroffenen mit Gefühlen der Scham defensiv hingenommen (latenter oder unterdrückter Konflikt) oder mit Empörung offensiv beantwortet werden (manifester Konflikt). Treffen sie auf gleichgerichtete Erfahrungen von Kollektiven, können sie soziale Widerstandsbewegungen hervorrufen. Damit knüpft Honneth einen Zusammenhang zwischen Erfahrungen moralischer Missachtung und sozialem Kampf. Mit Verweis auf historische Untersuchungen Barrington Moores (1982) über Kämpfe der deutschen Arbeiterbewegung 1848–1920 begründet er die Entstehung sozialer Bewegungen aus den Erfahrungen verweigerter Anerkennung. 
Während Honneth anfangs eine monistische Konflikterklärung – sei’s aus der Logik der Interessenverfolgung, sei’s aus der Logik der moralischen Reaktionsbildung – ablehnt, –, subsumiert er später die Interessen unter die Anerkennung. Gegen Honneth verteidigt Nancy Fraser die dualistische Perspektive auf soziale (auch feministische) Bewegungen. Die Kategorien Verteilung und Anerkennung seien ihr zufolge in ihrer konzeptuellen Irreduzibilität zu berücksichtigen und mit ihren komplexen Verbindungen zwischen beiden theoretisch zu erfassen. Ob explizit oder implizit kämpften soziale Bewegungen meist um beides, um Interessen an Umverteilung und um soziale Anerkennung.